# Umbani
Bei der von der südafrikanischen Firma Denel entwickelten Umbani handelt es sich um einen Nachrüstsatz, der aus Freifallbomben der Typen Mark 82 und Mark 83 präzisionsgelenkte Munition macht.
Mit Hilfe der Umbani können die Bomben mit verschiedenen Suchköpfen (unter anderem Laser und Radar) sowie mit einem Antrieb ausgestattet werden. Das Gerät verfügt über NATO-Standardaufhängungen.
Unter der Aufhängung befinden sich zwei große längliche Flügel, die erst nach dem Abwurf ausklappen und ihr eine Reichweite von bis zu 60 Kilometern, abhängig von Flughöhe und Geschwindigkeit, verleihen. Das System ist mit GPS und INS ausgestattet. 
Laut Hersteller hat die Umbani einen Streukreisradius (CEP) von drei Metern, wenn sie mit einem Laser- oder IR-Suchkopf ausgestattet ist.

## Ähnliche Modelle
- JDAM
- Spice